# Jonatán
Jonatán (hebreo:יהונתן Yəhōnāṯān - יונתן Yōnāṯān  
«Yahw ha dado») es un personaje de la Biblia, príncipe heredero del Reino de Israel, hijo del rey Saúl.
Los libros primero y segundo de Samuel forman parte del apartado de la Biblia denominado Nevi'im (Libros de los Profetas) y cuentan la historia de Jonatán, hijo mayor del rey Saúl y gran amigo de David, quien acabó sucediendo a Saúl como rey. Al igual que su padre destacó por su gran fuerza y agilidad y su destreza con el arco.

## Historia de Saúl, Jonatán y David
Jonatán aparece por primera vez en la narrativa bíblica como vencedor de Gabaa (un bastión filisteo). Más tarde, realiza un ataque en solitario contra otra guarnición enemiga, demostrando su coraje como guerrero. Sin embargo, toma miel, ignorando que su padre había prohibido tomar alimento aquel día antes de caer la noche. Saúl decide matar a Jonatán, pero desiste ante la protesta de la gente.
En el capítulo 18 se introduce la historia de David y Jonatán, que sellaron una alianza de amistad, después de que David matara con su honda al gigante filisteo en el capítulo anterior. Saúl tiene celos de la popularidad de David, por lo que huye y pide ayuda a Jonatán. El último encuentro entre David y Jonatán se narra en el capítulo 23: hacen un pacto ante Dios para que Saúl no mate a David para que sea el primero en la línea de sucesión por delante de Jonatán:
«Y le dijo: No temas, pues no te hallará la mano de Saúl mi padre, y tú reinarás sobre Israel, y yo seré segundo después de ti; y aun Saúl mi padre así lo sabe.  Y ambos hicieron pacto delante de Dios; y David se quedó en Hores, y Jonatán se volvió a su casa.»
Jonatán murió en la batalla del monte Gilboa contra los filisteos. David compuso un lamento en honor a Jonatán y Saúl, donde en una parte dice:
«Angustia tengo por ti, hermano mío Jonatán, / Que me fuiste muy dulce. / Más maravilloso me fue tu amor / Que el amor de las mujeres.»

## Simbolismo cultural
Jonatán está considerado un modelo de lealtad y amistad.
Algunos autores realizan una interpretación homoerótica, casta o no, de la historia de David y Jonatán. Saúl de André Gide retrata a Jonatán como una bella criatura afeminada y delicada, arrebatada histéricamente por la fuerza física de David.

## Otros personajes bíblicos homónimos
En el segundo Libro de Crónicas 17, 8 se cita otro personaje llamado Jonatán, sin relación con el anterior. Fue un levita enviado por el rey Josafat a predicar a Judá.